# Petar Borota
Petar Borota (ur. 5 marca 1952 w Belgradzie, zm. 12 lutego 2010 w Genui) – jugosłowiański piłkarz, reprezentant kraju.
Początkowo zawodnik OFK Beograd, następnie gracz Partizana. W 1977 zdobył wraz z nim Puchar Mitropa, zaś w sezonie 1977/1978 został mistrzem Jugosławii. W marcu 1979 roku przeszedł do Chelsea. Był podstawowym zawodnikiem londyńskiego klubu – rozegrał w nim łącznie 114 meczów. Ponadto w 1981 został wybrany graczem roku angielskiego zespołu. Następnie był piłkarzem Brentford. Od 1982 roku występował w klubach portugalskich, m.in. w Boaviście i FC Porto.
Rozegrał cztery mecze w reprezentacji Jugosławii. Zadebiutował 5 października 1977 roku w spotkaniu z Węgrami, w którym w drugiej połowie zmienił Ivana Katalinicia. Po raz ostatni zagrał 25 października 1978 w pojedynku z Rumunią.